# 珍珠港冰川

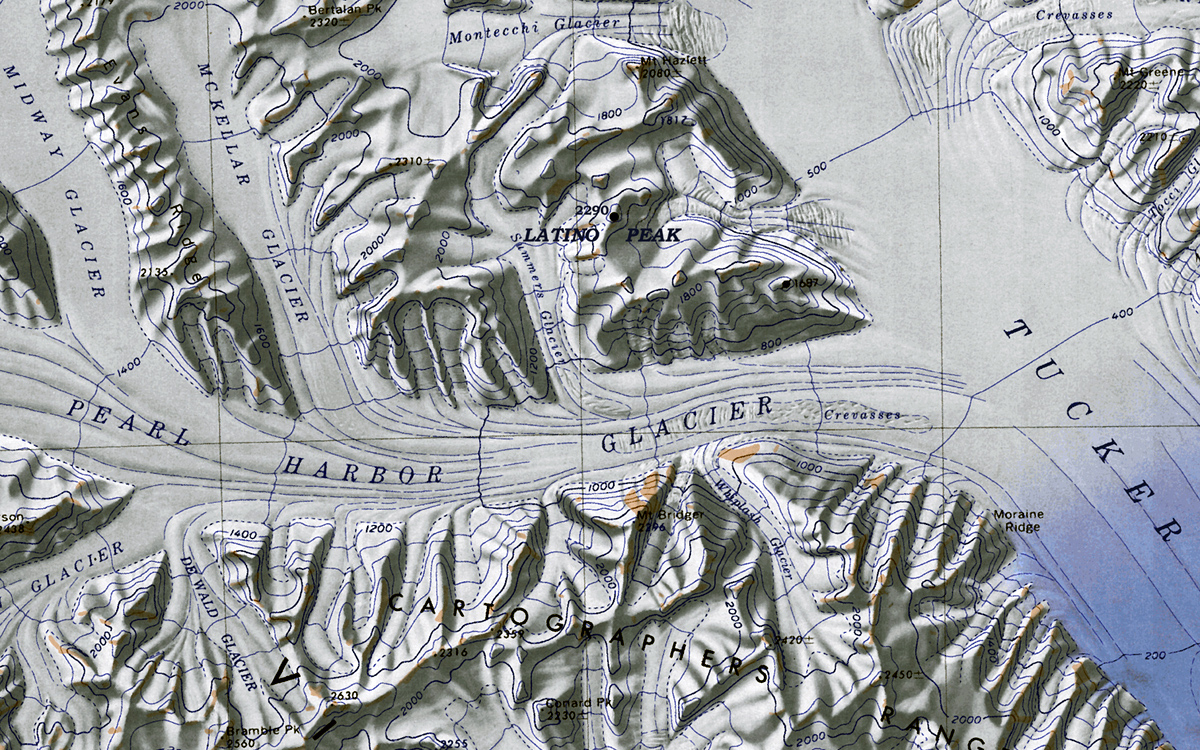
摘自美國地質勘探局哈勒特角地區珍珠港冰川的地形圖。

72°15′S 167°40′E / 72.250°S 167.667°E
珍珠港冰川（英語：Pearl Harbor Glacier）是南極洲的冰川，位於維多利亞地的博克格雷溫克海岸，流經勝利山脈，最終在拜帕斯山西北面31公里注入塔克冰川，由新西蘭探險隊命名。